# Теплоносій
Теплоносі́й — речовина, що переносить теплоту від тіла нагрітого у більшій мірі до тіла менш нагрітого.

## Види теплоносіїв
Розрізняють:
- холодоагенти — теплоносії агрегатний стан яких в процесі перенесення теплоти змінюється, тобто переноситься теплота фазового переходу, а їхня температура залишається сталою (наприклад, киплячі рідини, пара, що конденсується);
- теплоносії (холодоносії), що їхній агрегатний стан залишається незмінним а у процесі роботи знижується або підвищується їх температура (некиплячі рідини, перегріта пара тощо).

Найпоширенішими теплоносіями є топкові (димові) та інші гази, вода і водні розчини етиленгліколю і пропіленгліколю з модифікувальними присадками (антифриз), оливи, розчини солей, водяна пара, метали у рідкому стані (калій, натрій, ртуть), аерозолі сипких матеріалів, фреони тощо.

## Основні характеристики теплоносіїв
Теплоносії для тих чи інших теплообмінників підбираються за наступними параметрами:
- робочий діапазон температур;
- теплоємність;
- корозійна активність;
- в'язкість;
- змащувальні властивості;
- безпечність (токсичність, температура спалаху, температура займання тощо).

## Застосування
Теплоносії застосовують у системах теплопостачання, опалення, охолодження, вентиляції, сонячних колекторах, в сушильних та інших технологічних апаратах, ядерних реакторах (в них теплоносій часто служить і сповільнювачем нейтронів).